# Fatal Fury
Fatal Fury (japanisch 餓狼伝説 Garō Densetsu, deutsch ‚Legende des hungrigen Wolfs‘) ist eine Fighting-Game-Reihe von SNK. Es ist die älteste Reihe des Herstellers.

## Gameplay
In Fatal Fury wird auf zwei Ebenen gekämpft. Die Kämpfer können von einer in die andere Ebene wechseln, um so Angriffen auszuweichen, ebenso kann der Spieler selbst Angriffe ausführen, die den Gegner auf der anderen Ebene treffen können.
In den späteren Spielen der Reihe wurde dieses System erweitert und eine verbesserte Mechanik für das Ausweichen eingeführt. In Fatal Fury 3 wurde sogar auf drei Ebenen gekämpft (Vordergrund, Mitte, Hintergrund). Dies wurde bei den Nachfolgern allerdings wieder fallen gelassen und man kehrte zur Zwei-Ebenen-Mechanik zurück. Im ersten Teil war es auch möglich, zu zweit gleichzeitig gegen den Computer anzutreten.
Spätere Spiele der Serie enthielten Experimente wie "Ring-Outs" in Real Bout Fatal Fury, bei denen man verliert, wenn man durch die Levelabsperrung getreten wird und beispielsweise im Wasser landet oder in einen Aufzug getreten wird der danach auch gleich abfährt. Es gab auch ein System für Spezial-Schläge, bei dem die Spieler eine vorgegebene Tastenfolge mit richtigem Timing drücken mussten, um so vernichtende Schlagkombinationen auszuführen.
In Fatal Fury: Mark of the Wolves wurde dann das "Zwei-Ebenen-System" komplett aufgegeben, dafür wurde "Just Defend" eingeführt, blockt man einen gegnerischen Angriff im allerletzten Moment, erhält man als Bonus etwas mehr Lebensenergie.

## Geschichte
Die Geschichte von Fatal Fury spielt in einer fiktiven Stadt in den USA, genannt South Town. Der Gangsterboss Geese Howard veranstaltet dort ein Turnier namens "The King of Fighters".
Die Geschichte dreht sich um Terry und Andy Bogard, unterstützt von ihrem Freund Joe Higashi, die sich an Geese Howard, dem Mörder ihres Vaters Jeff Bogard, rächen wollen.
Insgesamt dreht sich die Serie um den Aufstieg des "Legendären Wolfs" Terry Bogard und den Niedergang des Imperiums von Geese.
Das The-King-of-Fighters-Turnier dient jedoch nur in folgenden Spielen der Reihe als Hintergrund:
- Fatal Fury
- Fatal Fury 2
- Real Bout Fatal Fury
- Mark of the Wolves
- Fatal Fury: Wild Ambition (Neuerzählung von Teil 1)

Fatal Fury: Mark of the Wolves spielt eine Generation später. Rock Howard, Terrys Schützling und Sohn von Geese Howard, entdeckt etwas Schockierendes über seine Vergangenheit, als er am Turnier "King of Fighters – Maximum Mayhem" teilnimmt.

## Verbindungen zu anderen Spielreihen

### Zu Art of Fighting
Fatal Fury und Art of Fighting gehören inhaltlich zusammen und erzählen die sogenannten "Tales of South Town".
Die Spiele finden in folgenden Jahren statt:
- Art of Fighting: 1978
- Art of Fighting 2-3: 1979
- Fatal Fury: 1992
- Fatal Fury 2: 1993
- Fatal Fury 3: 1995
- Real Bout Fatal Fury: 1996
- Real Bout 2: 1998
- Mark of the Wolves: 2006

Die Geschichte der Art-of-Fighting-Spiele ist also das Prequel zur Fatal-Fury-Reihe, so zeigt beispielsweise Art of Fighting 2 einen jungen, 26 Jahre alten Geese Howard, der sich gerade sein Imperium aufbaut, die Fatal-Fury-Spiele zeigen Geese auf dem Gipfel seiner Macht, während Mark of the Wolves die Zeit nach dem Ende Geese Howards erzählt.

### Zu The King of Fighters
SNK führte 1994 die Serie The King of Fighters ein, in der Kämpfer aus Fatal Fury, Art of Fighting, Psycho Soldier, Ikari Warriors und neue, speziell für diese Reihe erstellte Charaktere in Dreier-Teams gegeneinander antreten. Allerdings haben die "The-King-of-Fighters"-Turniere inhaltlich nichts mit denen aus den Fatal-Fury-Spielen zu tun, es werden nur Charaktere aus der Reihe wieder verwendet.

## Chronologie

### Fatal-Fury-Reihe
Spiele, die direkt Teil der Hauptgeschichte von Fatal Fury sind:
- Fatal Fury – King of Fighters (1991) – Das erste Spiel der Fatal-Fury-Reihe erlaubte es den Spielern aus drei Kämpfern auszuwählen: Terry Bogard, Andy Bogard und Joe Higashi, die gegen diverse Computergegner antraten. Als Endgegner dienten Billy Kane und Geese Howard. Im Zweispielermodus hatten Spieler die Wahl zwischen einem kooperativen Kampf gegen den Computer oder einem menschlichen Duell.
- Fatal Fury 2 (1992) – Nach dem Erfolg von Street Fighter II erschien Fatal Fury mit angepasster Spielmechanik, in der sich Spieler an verschiedenen Plätzen auf der Welt duellieren. Wie im Vorbild konnte man aus 8 Figuren auswählen, von denen jede eine Ähnlichkeit mit dem entsprechenden Charakter aus Street Fighter II hatte.
- Fatal Fury Special (1993) – Fatal Fury Special war eine Aktualisierung von Fatal Fury 2, das verschiedene Charaktere von Fatal Fury zurückbrachte: Geese Howard, Duck King und Tung Fu Rue. Ryo Sakazaki von Art of Fighting hatte einen Gastauftritt als geheimer Endgegner. Gerüchte sagen, dass wegen der Popularität des versteckten Kämpfers Ryo Sakazaki aus der Art-of-Fighting-Serie die Reihe The King of Fighters geschaffen wurde.
- Fatal Fury 3 – Road to the Final Victory (1995) – Nur noch fünf Charaktere aus dem Vorgänger waren mit dabei, dafür feierten acht neue charismatische Kämpfer ihr Debüt.
- Real Bout Fatal Fury (1995) – In der Fortsetzung der Geschichte von Fatal Fury 3 versuchen die Helden, Geese Howard zu stoppen, der die mysteriösen Jin-Schriftrollen für sich beansprucht.
- Real Bout Fatal Fury Special (1997) – Wie vorher Fatal Fury Special, brachte Real Bout Special viele Kämpfer der Vorgänger zurück und läuft genau wie Fatal Fury Special als Dream-Match. Die Geschichte wird also nicht weitergeführt.
- Real Bout Fatal Fury 2 – The Newcomers (1998) – Real Bout 2 führte die Geschichte der Reihe kaum weiter, beinhaltete mit Li Xiangfei und Rick Strowd aber 2 neue Figuren. Xiangfei sollte später auch in King of Fighters auftreten.
- Garou – Mark of the Wolves (1999) – Dieser Teil wurde als Street Fighter III im Fatal-Fury-Universum angesehen, spielte wie das neue Street Fighter eine komplette Generation später, und tauschte viele bekannte Charaktere gegen neue aus. Genau wie SF3 sorgte das Spiel vor allem für grafische Brillanz, die die Neo-Geo-Hardware an ihre Grenzen trieb. Fans bezeichnen dieses Spiel als das letzte großartige Spiel von SNK, da die Qualität späterer Spiele aufgrund finanzieller Probleme sank.

### Andere Spiele außerhalb der Reihe
- Fatal Fury – First Contact – First Contact ist eine Umsetzung von Real Bout 2 für das Neo Geo Pocket.
- Fatal Fury: Wild Ambition – Wild Ambition ist ein Spiel für das Hyper-Neo-Geo-64-System. Es ist ein 3D-Prügelspiel, das die Geschichte von Fatal Fury neu erzählt und zusätzlich auch Figuren aus den neueren Folgen enthält.
- Real Bout Garou Densetsu: Dominated Mind – Dominated Mind ist eine Umsetzung von Real Bout Special für die PlayStation, in der Alfred (versteckter Endgegner in Real Bout 2) und ein neuer Finalgegner namens White vertreten sind. White basiert auf Alexander de Large, einer Figur aus dem Film Clockwork Orange von Stanley Kubrick. Über dem Kopf von Geese Howard ist ein Heiligenschein zu sehen, ein Hinweis auf seinen Tod in Real Bout 1.
- Nettou Garou Densetsu 2 – Game-Boy-Umsetzung von Fatal Fury 2
- Nettou Real Bout Garou Densetsu Special – Game-Boy-Umsetzung von Real Bout Special
- Fatal Fury Mobile – Die mobile Fatal-Fury-Version von Living Mobile erschien 2006 in Europa.[1] Es handelt sich dabei um eine Java-Umsetzung von Fatal Fury 2.
- Garou Densetsu: The Legend of Wild Wolf (2006) – Pachinkoautomat in Japan
- Garou Densetsu vs. Fighters History Dynamite (2007) – Beat ’em up für japanische Mobiltelefone

## Versionen und Umsetzungen
Für folgende Systeme wurden die Spiele veröffentlicht und umgesetzt:
- Fatal Fury: Neo Geo AES, Neo Geo MVS, Neo Geo CD, Sega Mega Drive, Super Nintendo, Sharp x68000, PlayStation 2 (im Rahmen der Fatal Fury Battle Archives 1), Wii (auf der Virtual Console)
- Fatal Fury 2: Neo Geo AES, Neo Geo MVS, Neo Geo CD, Sega Mega Drive, Super Nintendo, PC-Engine, Game Boy, Sharp x68000, PlayStation 2 (im Rahmen der Fatal Fury Battle Archives 1), Java (Download-Spiel für Mobiltelefone unter dem Titel: Fatal Fury Mobile)
- Fatal Fury Special: Neo Geo AES, Neo Geo MVS, Neo Geo CD, Sega Mega CD, Super Nintendo, PC-Engine, Sega Game Gear, Sharp x68000, PlayStation 2 (im Rahmen der Fatal Fury Battle Archives 1), Xbox 360 (Download-Spiel für Xbox Live Arcade)
- Fatal Fury 3: Neo Geo AES, Neo Geo MVS, Neo Geo CD, Sega Saturn, PlayStation 2 (im Rahmen der Fatal Fury Battle Archives 1), PC
- Real Bout Fatal Fury: Neo Geo AES, Neo Geo MVS, Neo Geo CD, Sega Saturn, PlayStation, PlayStation 2 (im Rahmen der Garou Densetsu Battle Archives 2)
- Real Bout Special: Neo Geo AES, Neo Geo MVS, Neo Geo CD, Sega Saturn, Game Boy, PlayStation (erweiterte Umsetzung unter dem Zusatztitel: Dominated Mind), PlayStation 2 (im Rahmen der Garou Densetsu Battle Archives 2)
- Real Bout 2: Neo Geo AES, Neo Geo MVS, Neo Geo CD, PlayStation 2 (im Rahmen der Garou Densetsu Battle Archives 2)
- Garou: Mark of the Wolves: Neo Geo AES, Neo Geo MVS, Sega Dreamcast, PlayStation 2
- Fatal Fury Wild Ambition: Hyper Neo Geo 64, PlayStation
- Fatal Fury First Contact: Neo Geo Pocket
- Garou Densetsu vs. Fighters History Dynamite (Download-Spiel für japanische Mobiltelefone)

## Garou: Mark of the Wolves 2
Es wurde seinerzeit bereits an einem "Mark of the Wolves" Nachfolger gearbeitet, dieser sollte zuerst für das Neo Geo MVS erscheinen. Da das alte SNK aber 2000 insolvent ging, wurde dieser Titel nicht mehr veröffentlicht.
Laut einem Interview mit SNK Playmore Illustrator "Falcoon" auf der 2005 KOF Party war das Spiel damals bereits zu 70 Prozent fertiggestellt.
Aus verschiedenen Gründen konnte das Spiel auch nicht mehr fertig programmiert werden. Ebenso gab es Meldungen, das ein "Mark of the Wolves 2" erscheinen sollte, aber als komplett neues Spiel, von Grund auf neuprogrammiert.
In einem 4gamer.net Interview mit den "The King of Fighters 14" Entwicklern 2016 zeigten diese erstmals Bildmaterial zu der damals nicht mehr finalisierten Version. Dieses Bild zeigte Charaktersprites, unter denen auch neue Kämpfer zu sehen waren.

## Verfilmungen
1992 wurde unter der Regie von Hiroshi Fukutomi ein Anime mit 45 Minuten Laufzeit produziert. Künstlerischer Leiter war Chikara Nishikura und das Charakterdesign entwarf Masami Obari. Der Anime wurde als Original Video Animation unter dem Titel Battle Fighters Garō Densetsu (バトルファイターズ餓狼伝説) im Dezember 1992 veröffentlicht und später auch durch den Fernsehsender Fuji TV ausgestrahlt. Die OVA wurde ins Englische, Französische, Spanische, Italienische und Portugiesische übersetzt.
1993 folgte Battle Fighters Garō Densetsu 2 (バトルファイターズ餓狼伝説2) von Regisseur Kazuhiro Furuhashi und Art Director Junichiro Nishikawa. Das Charakterdesign von Masami Obari wurde wieder verwendet. Der 45-minütige Film wurde am 31. Juli 1993 veröffentlicht und wie der erste auch durch Fuji TV gezeigt. Er wurde ins Englische, Spanische, Italienische, Portugiesische und Französische übersetzt.
1994 kam der Film Garō Densetsu – The Motion Picture (餓狼伝説 -THE MOTION PICTURE-) in die japanischen Kinos.

### Synchronisation
| Rolle        | japanischer Sprecher (Seiyū) |
| ------------ | ---------------------------- |
| Terry Bogard | Kazukiyo Nishikiori          |
| Andy Bogard  | Keiichi Nanba                |
| Joe Higashi  | Masaaki Satake               |

### Musik
Die Musik der Animes wurde von Toshihiko Sahashi und Toshio Masuda produziert. Der Abspanntitel der ersten OVA, Fly Away, stammt von Megumi Yuuki. Calling, Abspannlied der zweiten OVA wurde von ZI:Kill produziert.